# Yumu Kudo
Yumu Kudo (工藤 由夢 Kudo Yumu?, nacido el 6 de junio de 1990 en Kanagawa) es un exfutbolista japonés. Jugaba de centrocampista y su único club fue el YSCC Yokohama de Japón.

## Trayectoria

### Clubes
| Club          | País  | Año         |
| ------------- | ----- | ----------- |
| YSCC Yokohama | Japón | 2011 - 2016 |

## Estadística de carrera

### J. League
| Club          | Año   | J. League | J. League | Copa J. League | Copa J. League | Total | Total |
| Club          | Año   | Part.     | Goles     | Part.          | Goles          | Part. | Goles |
| ------------- | ----- | --------- | --------- | -------------- | -------------- | ----- | ----- |
| YSCC Yokohama | 2014  | 1         | 0         | -              | -              | 1     | 0     |
| YSCC Yokohama | 2015  | 20        | 1         | -              | -              | 20    | 1     |
| YSCC Yokohama | 2016  | 4         | 0         | -              | -              | 4     | 0     |
| Total         | Total | 25        | 1         | 0              | 0              | 25    | 1     |